# محمد القبلي
محمد القبلي (مواليد سنة 1938 في الدار البيضاء)، هو مؤرخ مغربي، مُتخصّص في التاريخ الاجتماعي وقضايا المجتمع والدين والدولة في المغرب الكبير خلال العصر الإسلامي الوسيط. يعتبر أحد أعمدة الكتابة التاريخية بالمغرب.

## مسيرته
بعد دراسته الابتدائية والثانوية في الدار البيضاء والرباط في إعدادية مولاي يوسف وثانوية غورو (ثانوية الحسن الثاني حاليا)، واصل دراساته العليا في جامعة بوردو وجامعة بانتيون سوربون. حصل على التبريز في الدراسات العربية والإسلامية سنة 1962، ما أهله للتدريس في جامعة محمد الخامس الفتية. في عام 1984، حصل على دكتوراه الدولة في التاريخ من جامعة بانتيون سوربون، بأطروحة عن «المجتمع والثقافة في العصر الوسيط»، تحت إشراف البروفيسور كلود كاهن.
تم تعيينه مدرسًا باحثًا في جامعة محمد الخامس بالرباط (1962)، وعميدًا لكلية الآداب والعلوم الإنسانية بالرباط (1975-1979)، ثم مديرًا للبحوث في المعهد الجامعي للبحث العلمي بالرباط (1980)، وأستاذا زائرا بجامعة بوردو الثالثة (1987). عين مديرا لجامعة عبد المالك السعدي بتطوان (1989-1993)، ثم مديرا لجامعة سيدي محمد بن عبد الله بفاس (1998-2003). في عام 1994، أمضى بعض الوقت في جامعة هارفارد (مركز دراسات الشرق الأوسط) كأستاذ زائر. في 11 أكتوبر 2005، عينه الملك محمد السادس مديرًا للمعهد الملكي للبحث في تاريخ المغرب. في عام 2016، حصل على اللقب الفخري للبروفيسور الفخري من جامعة محمد الخامس.

## تكريمه
في عام 2018، أصدرت مؤسسة منتدى أصيلة المنظمة لمواسم أصيلة الثقافية الدولية كتاباً تحت عنوان: «محمد القبلي: صبر الباحث... وتجرد المؤرخ»، تضمن أعمالَ ووقائع اليوم الدراسي التكريمي الذي نظمته المؤسسة احتفاءً بالمؤرخ محمد القبلي. 

## أعماله
- 1987: مراجعات حول المجتمع والثقافة بالمغرب الوسيط
- 1993: المغرب والأندلس والمجال المتوسطي: مقدمات أولية وملاحظات
- 1997: الدولة والولاية والمجال بالمغرب الوسيط: علائق وتفاعل
- 1998: حول تاريخ المجتمع المغربي في العصر الوسيط: مقدمات أولية وقضايا
- 2006: جذور وامتدادات: الهوية واللغة والإصلاح بالمغرب الوسيط
- 2012: كرونولوجيا تاريخ المغرب. من عصور ما قبل التاريخ إلى نهاية القرن العشرين (إشراف وتقديم)
- 2013: تاريخ المغرب: تحيين وتركيب
- 2016: موجز تاريخ المغرب